# Bodo Sperling
Pour les articles homonymes, voir Sperling.

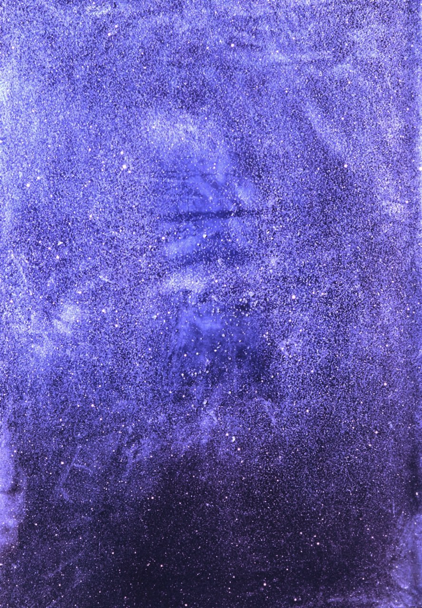
Objet de cristal, Objectivism, 19:00h.

Bodo Sperling, né le 6 mai 1952 à Hanau en Allemagne, est un artiste, inventeur et synesthète allemand.

## Vie
Bodo Sperling gagne ses premiers gains en vendant ses tableaux dans les rues et les clubs d’Amsterdam. Sa présence presque quotidienne à Paradiso était marquée par l’art au contact d’artistes venant du monde entier.
Après avoir réussi son examen d’entrée à l’académie des arts plastiques de Francfort, il décida cependant de s’inscrire à l’université de Tübingen pour étudier l’histoire de l’art.
Depuis 1985, il utilise l’ordinateur comme outil de travail de présentation. Deux de ses œuvres créées sur ordinateurs sont à voir au musée de l’art nouveau de Karlsruhe.
Au printemps 1990, il a été un des créateurs de l’East Side Gallery et, pour en animer l’organisation, il a fait venir entre autres l’artiste Pop-Art Jim Avignon. Une œuvre connue publiquement de lui est la partie peinte du plus long morceau du mur conservé qui s’intitule La métamorphose du Pentagramme en une étoile de paix pour une Europe sans mur. À la suite de la restauration de l’East Side Gallery, Sperling s’est mis à la tête d’un mouvement d’artistes d‘opposants (fondateurs de l'initiative East Side), dont les œuvres furent enlevées du mur, en critiquant le manque de transparence, le modeste apport financier aux artistes ainsi que la violation du droit d’auteur lors de la restauration planifiée de ces œuvres d’art.

## Projets
Le développement de modèles dans la science naturelle et leur transposition en objets font partie d’autres travaux artistiques de Bodo Sperling. Lors du premier congrès d’artistes de l’Allemagne réunifiée en 1992 à Potsdam, il installa un objet en mouvement de cinq mètres de haut, illuminé par un dia-projecteur, donnant l’impression de produire un film en 3D se transformant de manière constante. À partir de 1980 naissent les premières œuvres et tableaux en cristal. Il crée en 1991, lors de l’exposition régionale à Cassel, une installation-vidéo qui confronte l’observateur avec la documentation objective du temps et de l’espace. À cette occasion, il fut installé un bassin en fer sur un autel de pierre pesant des tonnes, dans ce bassin, un solvant en train de bouillir formait des cristaux. Tout le processus fut documenté des semaines durant par une caméra automatique.

## Expositions (sélection)

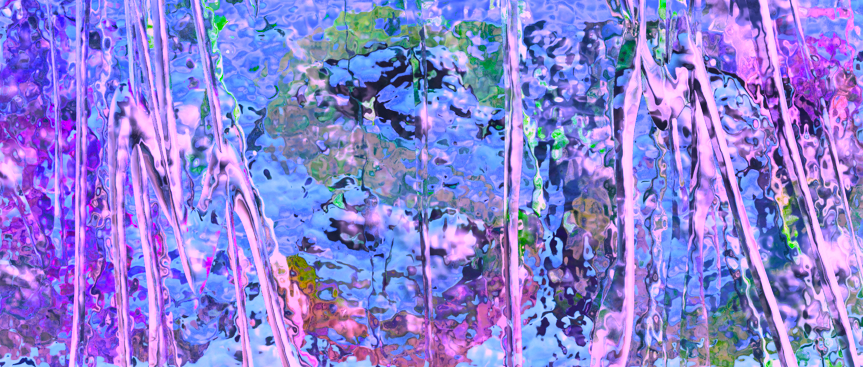
Bodo Sperling, Eles071090d (chrome sur Dibond)

- 1983 : Gustav-Siegle-Haus / Stuttgart
- 1986 : Steinernes Haus / Frankfurt
- 1990 : East Side Gallery / Berlin
- 1990 : The Pleasures within Distance, W.I.N.D.O.W. / Sydney, Australien
- 1991 : Hessian National Exhibition / Cassel
- 1992 : Kunsthalle Darmstadt
- 1993 : Goethe-Institut / Prag, Tschechien
- 1994 : Museum Wiesbaden Hessiale 94 / Wiesbaden

## Prix
- 1992 : Art Award de la DAG-éducation
- 2010 : Special Vivre Unit, 365 Repères dans le pays des idées sous le haut patronage du président fédéral Horst Köhler payés par le gouvernement fédéral.

### Publications
- Thomas Metzinger, « Die Künstlerische Arbeit Bodo Sperlings », in : Transparenz des Bewusstseins, Digital Art Museum, Frankfurt 1997 (Katalog)
- Hessiale '94, Landeskunstausstellung Kassel  (ISBN 3-9804024-0-1) (Katalog)
- Zylvia Auerbach (ed.), The Pleasures within Distance, Sydney 1990,  (ISBN 0-646-01536-2) (Katalog)
- KunstAdressbuch Deutschland, Österreich, Schweiz 1992/93, Art-Adress-Verlag, Frankfurt 1991
- Ernest Kay (ed.), WHO´S WHO in Western Europe. International Biographical Centre, Cambridge 1981  (ISBN 978-0-900332-61-6)
- DuMont, 365 Orte - Eine Reise zu Deutschlands Zukunftsmachern  (ISBN 978-3-7701-8216-9)

## Articles
- (de) « Bruderkuss lässt auf sich warten », taz 11 mai 2009
- (de) « KUNST UNTER WASSERDAMPF », Art Magazine, 7 avril 2009
- (fr) « Les artistes sollicités pour restaurer la fresque du mur de Berlin veulent être mieux payés », Le Monde, 3 avril 2009
- (en) « BERLIN PUBLIC PAINTING ON HOLD », ARTFORUM NYC, International News Digest, juin 2009